# Wallfahrtskirche Mariahilf (Passau)

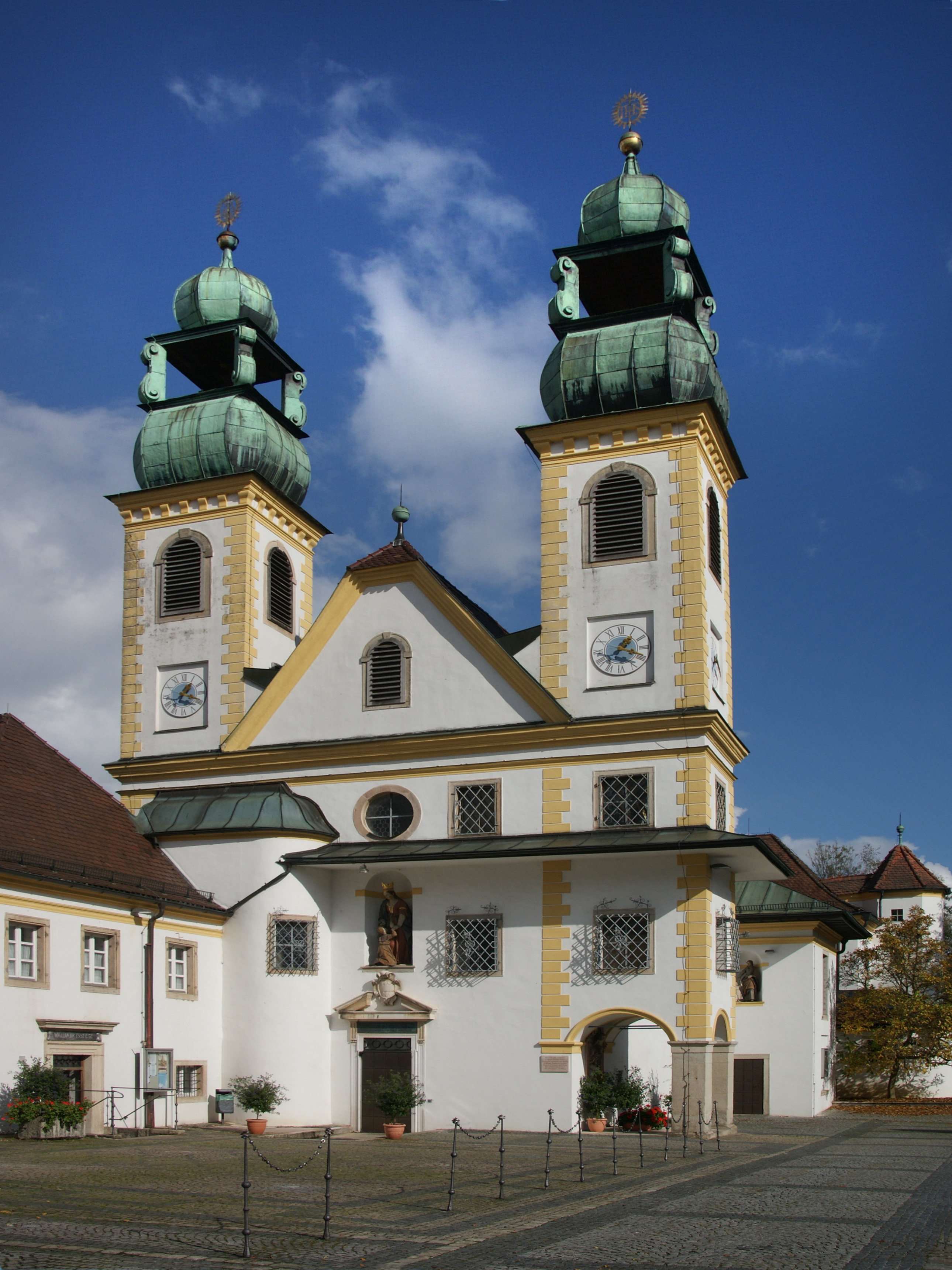
Die Wallfahrtskirche Mariahilf

Die Wallfahrtskirche Mariahilf in Passau mit dem dazugehörigen Kloster erhebt sich auf einem Hügel über der Innstadt nahe der Grenze zu Österreich.

## Ursprung und Bauten

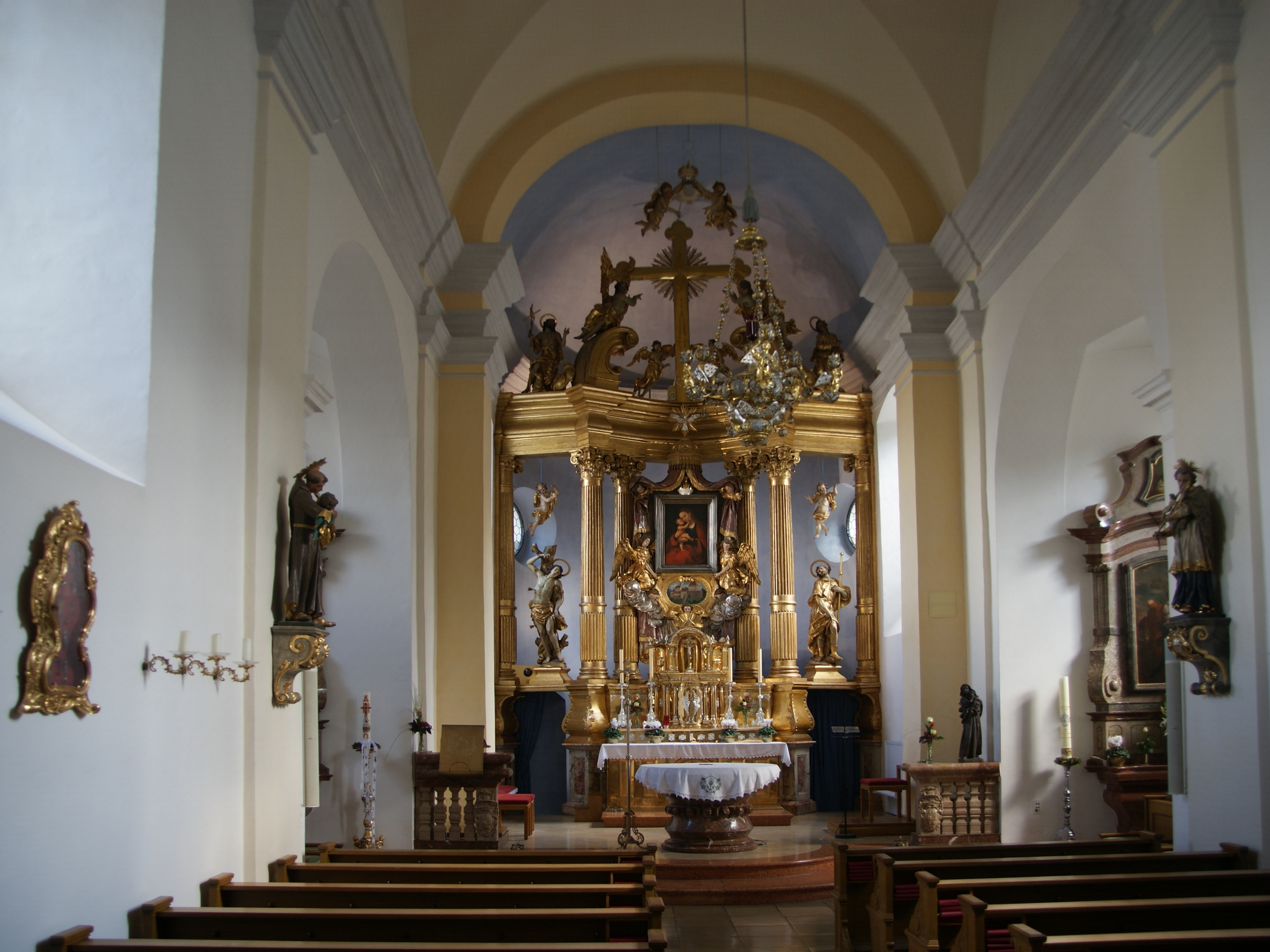
Innenraum der Wallfahrtskirche

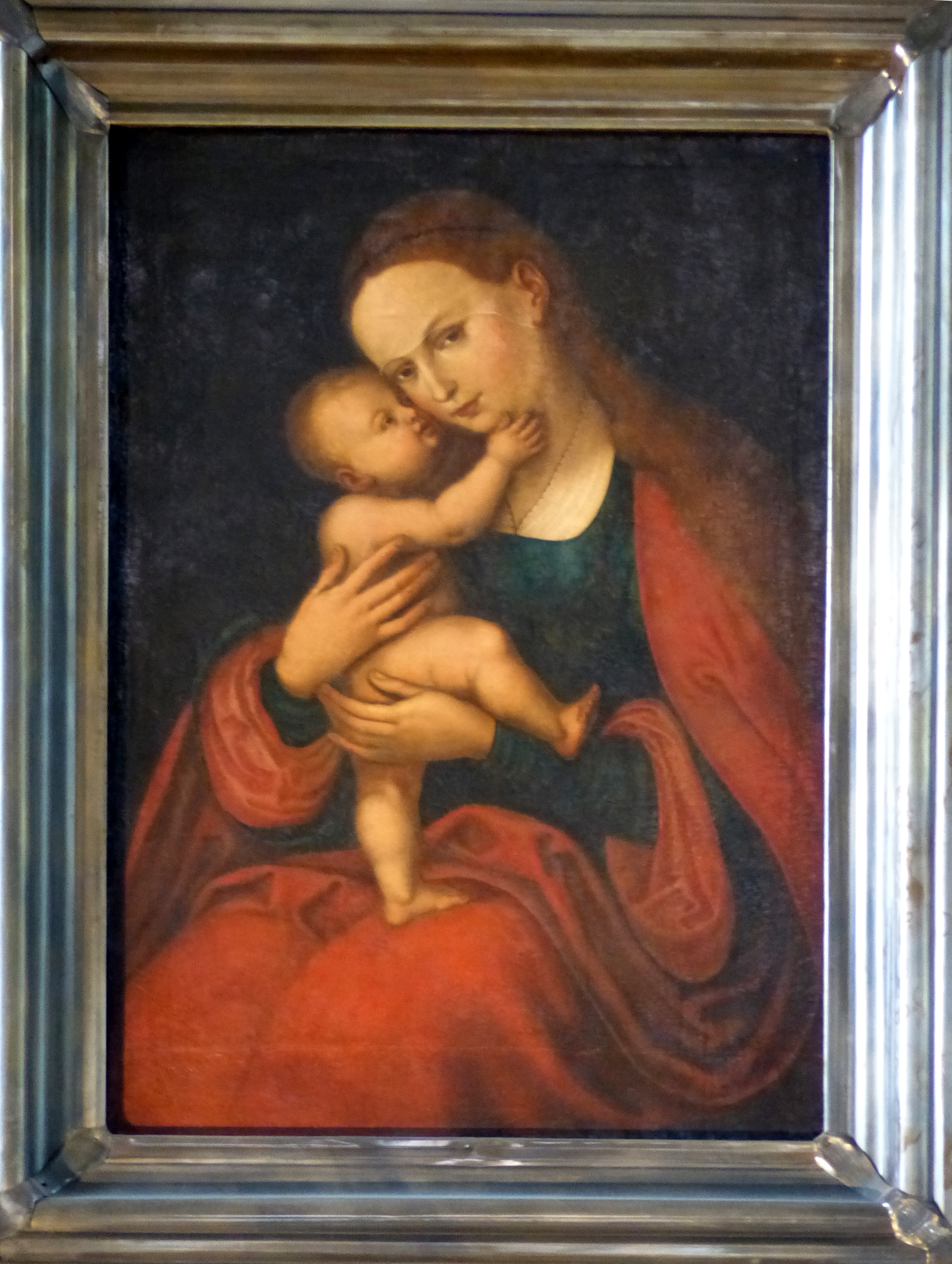
Das Passauer Mariahilfbild

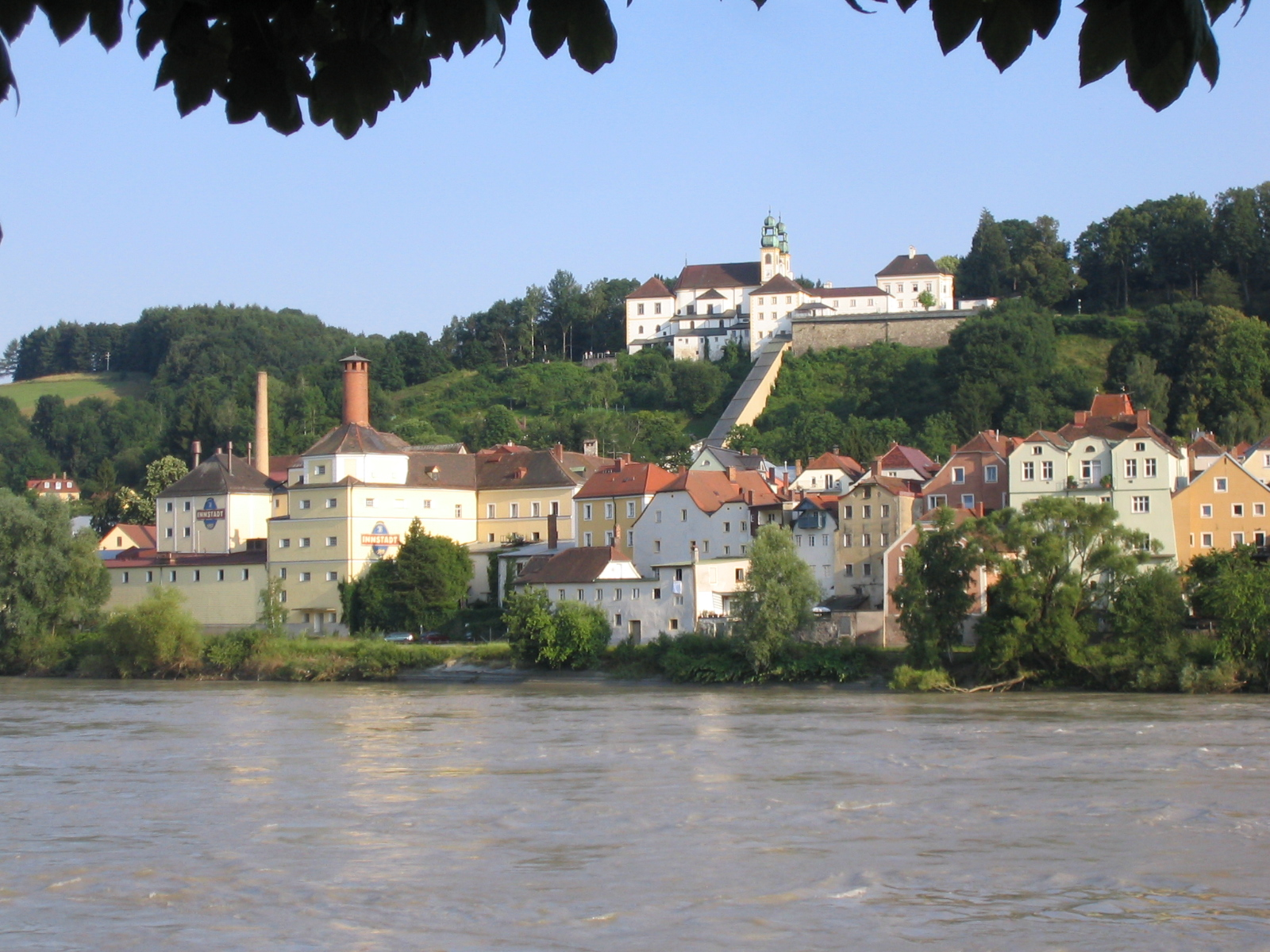
Der Mariahilfberg mit Innstadt und Inn im Vordergrund

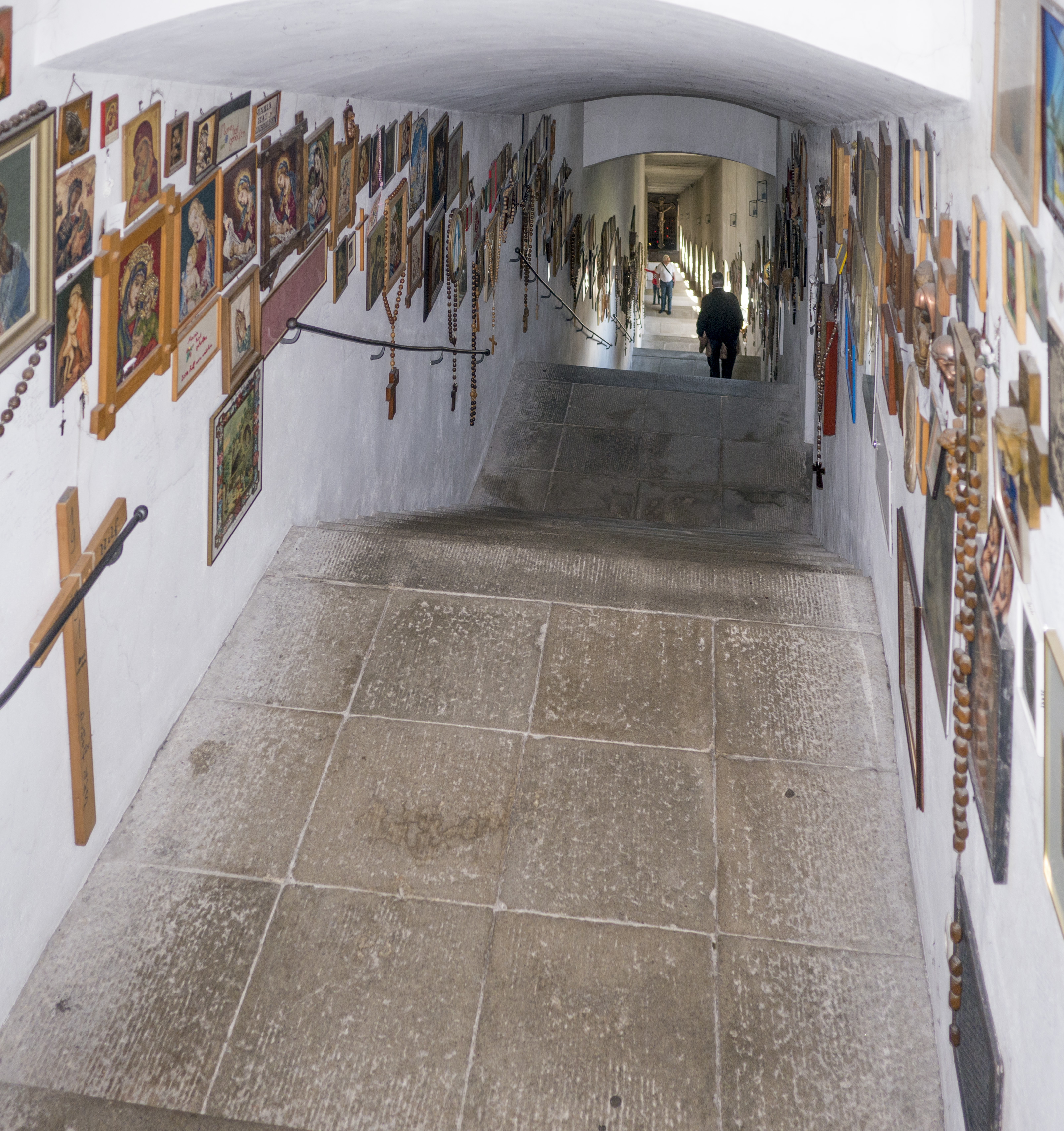
Die Wallfahrtsstiege mit 321 Stufen

Die Wallfahrt wurde 1622 von Domdekan Marquard von Schwendi (vgl. Schwendi) begründet, als er eine Kapelle mit einem Mariengnadenbild, das der Passauer Künstler Pius 1620 als Kopie des Gnadenbildes Mariahilf von Lucas Cranach dem Älteren anfertigte, hier errichten ließ. Schwendis Schlösschen steht gegenüber dem Portal der Wallfahrtskirche. Die Wallfahrtskirche selbst wurde 1624–1627 von Francesco Garbanino erbaut. Die auffälligen Turmhelme wurden erst 1665 aufgesetzt. An die Kirche schließen sich das Kloster und der St.-Anna-Brunnen an. Die 1628 angelegte, überdachte Wallfahrtsstiege auf den Hügel umfasst 321 Stufen. Beim Zugang zur Stiege steht ein frühbarockes Kruzifix.
Der Hochaltar aus dem Jahr 1729 wird vom Gnadenbild geprägt. Die Seitenaltäre stammen aus dem Jahr 1774 und zeigen Werke von Joseph Bergler dem Jüngeren. Das Mittelschiff trägt die sogenannte Kaiserampel, eine Goldschmiedearbeit des Augsburgers Lukas Lang. Kaiser Leopold I. stiftete sie 1676 anlässlich seiner Passauer Hochzeit. In der Sakristei befindet sich die Schatzkammer der Wallfahrt. Kapuziner übernahmen die Wallfahrtsseelsorge.

## Entwicklung der Wallfahrt
Als 1683 Wien durch die Türken belagert wurde, flüchtete Leopold I. nach Passau. Vor dem Gnadenbild betete das Kaiserpaar täglich um Rettung aus der Türkengefahr. Als dann die christliche Allianz die Entsatzschlacht am Kahlenberg unter dem Kampfmotto „Maria hilf!“ gewann, wurde das Passauer Mariahilf-Gnadenbild zum Staatsgnadenbild der Habsburgermonarchie. Die bei der Schlacht erbeuteten Waffen der besiegten Türken sind im Beichtgang zu besichtigen. Die Säkularisation brachte 1803 die Auflösung des Kapuzinerklosters und das weitgehende Erliegen der Wallfahrt. 1809 war Passau von napoleonischen Truppen besetzt. Am Südosthang des Hügels sind noch die Wälle zu sehen, die Napoleon 1809 anlegen ließ, um Passau zur Festung gegen Österreich auszubauen.
Im Zuge der Restauration wurden häufigere Wallfahrtszüge wieder zugelassen und 1831 ein Wallfahrtspriesterkonvikt errichtet. Die Kapuziner kehrten 1890 zurück.
Die Kirche ist auch heute noch ein wichtiger Wallfahrtsort. Im Herbst 2002 übernahmen Pauliner als Nachfolger der Kapuziner die Betreuung der Wallfahrtskirche.